# Imre Senkey
Imre Senkey (né en 1898 à Perbál en Autriche-Hongrie et mort en 1984 à Budapest) est un joueur et entraîneur de football hongrois.
Après avoir joué dans des clubs de sa ville natale et avoir été international, il immigre en Italie, et entraîne les clubs de la Fiorentina, de la Roma, de Brescia, du Genoa et du Torino.

## Palmarès
- Serie B (1) :
  - Vainqueur : 1959-1960 (Torino).